# Douna (département)
Douna est un département et une commune rurale de la province du Léraba, situé dans la région des Cascades au Burkina Faso.
En 2019, le dernier recensement général comptabilisait 14 195 habitants. 

## Villages
Le département et la commune rurale de Douna comprend 6 villages, dont le chef-lieu (données de population du recensement de 2006) :
- Douna (4 039 habitants), chef-lieu
- Manéma (1 180 habitants)
- Monsona (1 177 habitants)
- Niofila (1 802 habitants)
- Sabaribougou (580 habitants)
- Tassona (268 habitants)

## Économie
L'activité principale des habitants de Douna est l'agriculture. Une bonne partie de la culture est vivrière : fruits et légumes, céréales. On y fait pousser aussi du coton.
L'agriculture est renforcée par une bonne irrigation due à la présence de la Lébara orientale et au lac créé au nord par un barrage vivrier d'où part un large canal d'irrigation. Ce barrage permit la construction d'une pisciculture qui est la propriété de la ville de Douna. Les habitants ont su faire valoir leur droit à exploiter les terres d'une manière vivrière alors qu'il était prévu de produire plus d'agriculture commerciale (coton entre autres). Les produits peuvent être vendus au marché qui se tient tous les cinq jours dans le marché de Douna.

## Tourisme

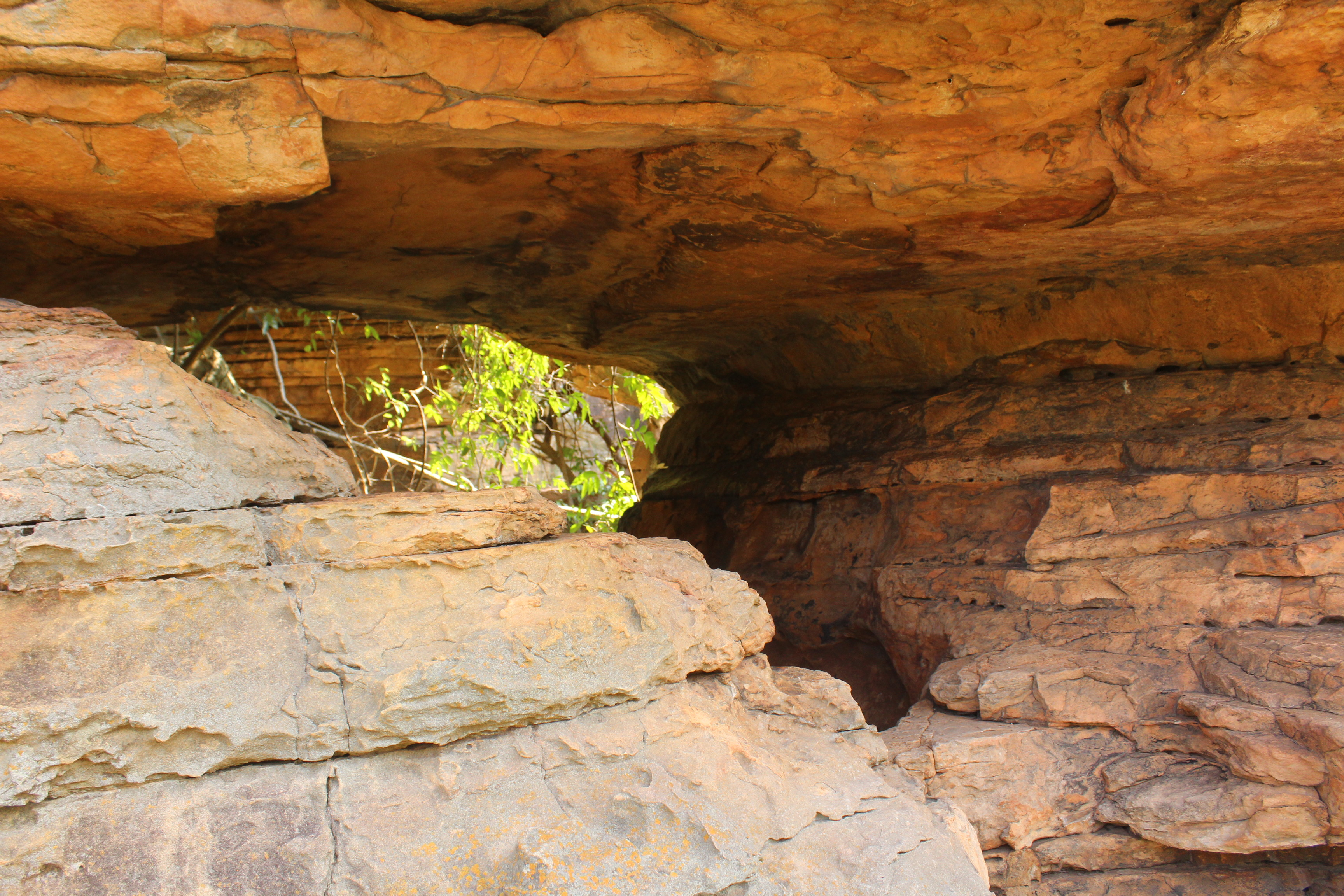
La photo illustre la prison des Cavernes de Douna, un lieu historique important qui servait de refuge pour les populations environnantes en temps de guerre. Elle est divisée en trois compartiments distincts en fonction du comportement des prisonniers.

Le tourisme est très peu développé, cependant, Douna possède des atouts attractifs : la beauté de ses paysages naturels, l'accueil chaleureux des habitants, le lac du barrage vivrier, mais aussi le site des cavernes de Douna qui n'a rien à envier aux pics de Sindou.